# Хомутовская дорога
Хомутовская дорога (Хомутовка) – древняя дорога на северо-востоке Москвы и Московской области, ныне практически исчезнувшая. Связывала Москву с восточными землями.

## Происхождение названия
Существуют несколько версий происхождения названия:
1. По конечному пункту — селу Хомутову[1][2].
2. Хомутовка — река, правый приток Ширенки; в записях 1767 года упоминается в южной части границы земель Иевлево: не исключено, что Хомутовский тракт, пролегающий через села Петровское и Иевлево (деревня Ивлево[3]) к селу Хомутово и далее ведущий в Москву, получил своё название по этой реке[4].

## История
Первое упоминание о Хомутовской дороге приходится на 1336 год в духовном завещании великого князя Владимирского и Московского Ивана Калиты, где указывается существование дороги, связывающей волость (какая ?)  у реки Вори с Москвой через Хомутово (или соединяла Москву с судоходной рекой Клязьмой) {?}.
Около 1382 года в Меновой грамоте великого князя Дмитрия Донского отмечалось наличие “хомутовской дороги” из Москвы:

«Се аз князь великий Дмитрий Иванович менял есмь с Савою с черньцом землями. Взял есмь у Савы село Воскресенское Верх-Дубенское…, а дал есмь Саве черньцу монастырек пустыньку, церковь Спас Преображения, что поставил игумен Афанасий на моей земли у Медвежья Озера на березе, и с озером и с верхним и с нижним и с деревнями бортьничьи … А тот бортный отвод: по речку по Чюдницу, да по Шолову, да по Кишкину сосну да по Рекакино, да по Сидорово, да по великую дорогу по старую по Переяславскую по лесную, да по дорогу по Хомутовскую по Булатникова…»— М.С.Баев Вторичное открытие села Гребнева
Более позднее упоминание о дороге приходятся на 1467–1474 г., где она упоминается в грамоте Ивана III освобождавшей от постоев жителей сел Скнятиновского (в настоящее время деревня Снятино в Александровском муниципальном районе Владимирской области России) и Эдигеевского Кинельской волости:   

...от великого князя Ивана Васильевича Захару Зубову. Бил ми челом Троицкий Игумен Сергиева монастыря Спиридон с братьею, а сказывают, что дел оу них их село Скнятиковское да Едичеевское на Кинелском Уезде и деревни тех сел; и на те деи у них села и деревни пролегала дорога не пошлая, - Хомутовская; да ставятся деи в тех селах и деревнях мои бояре, и дети боярские и всякие ездоки, да корм себе и конём силно через грамоту мою, великого князя...— Акты социально-экономической истории Северо-Восточной Руси начала XVI в. (АСЭИ). Тома 1-3. М., 1952-1964. Акты монастырей и частных землевладельцев по 1605 г. Том I. М., АН СССР, 1952. 690 с. Акты Троице – Сергиева монастыря и приписных к нему обителей.

### Период с начала XVII века

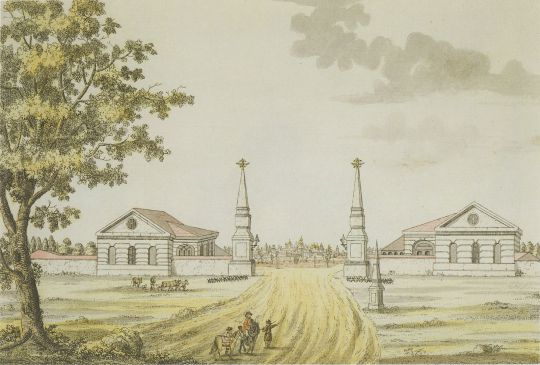
Ф. Р. Дюрфельдт. Московская застава. 1782 г.

Дорога с начала XVII века разветвлялась от Преображенской заставы на бывшей площади Преображенской заставы и проходила через населённые пункты Колошино — Гольяново — Абрамцево — Оболдино Московского уезда.
Дорога проходила между Стромынкой и Троицкой (Радонежской) дорогами, на участке Абрамцево - Образцово шла по охотничьим угодьям, излюбленным местам соколиной и медвежьей охоты царя Ивана Грозного, и особенно впоследствии царя Алексея Михайловича Тишайшего (ныне парк Лосиный Остров). Современники  Тишайшего царя так описывали его увлечение: Забава его состоит в соколиной и псовой охоте...Он охотится на медведей, волков, тигров, лисиц или, лучше сказать, травит их собаками. Когда он выезжает, Восточные ворота и внутренняя стена города запираются до его возвращения.  Так краевед Копышев П. П. отмечает: ... некоторые дороги поддерживались в надлежащем порядке благодаря частым княжеским или царским выездам на богомолья в окрестные и отдаленные монастыри, а также на соколиные и псовые охоты ("потехи").... Историко-археологический комплекс  "Старинная русская охота", его еще называют "Царская охота", расположен в знаменитой Алексеевской роще, местах охоты Московских князей и царей. А следы дороги являются памятниками исторического ландшафта как древнейшей дороги  Алексеевского музейного комплекса НП Лосиный остров.
Хомутовская дорога на картах начала XIX века не отмечается, в это время приобретает главное значение рокадная дорога - Троицкий тракт от г. Богородска до г. Сергиево Посада.
Дорога вновь появляется на "Военно-дорожной карте части России и пограничных земель" 1826 года, на ней отмечены с. Хомутово Гребневской волости, Никольская Аксёновской волости, далее на село Петровское и Иевлево, а затем на север к Переславлю-Залесскому. В селе Петровском находился перекрёсток Троицкого тракта и Хомутовской дороги.
Особенно отчётлива дорога отражена на "Карте Европейской России и Кавказского края 1862 г.", где она отмечается как и Стромынская дорога транспортной или купеческой до с. Петровское.

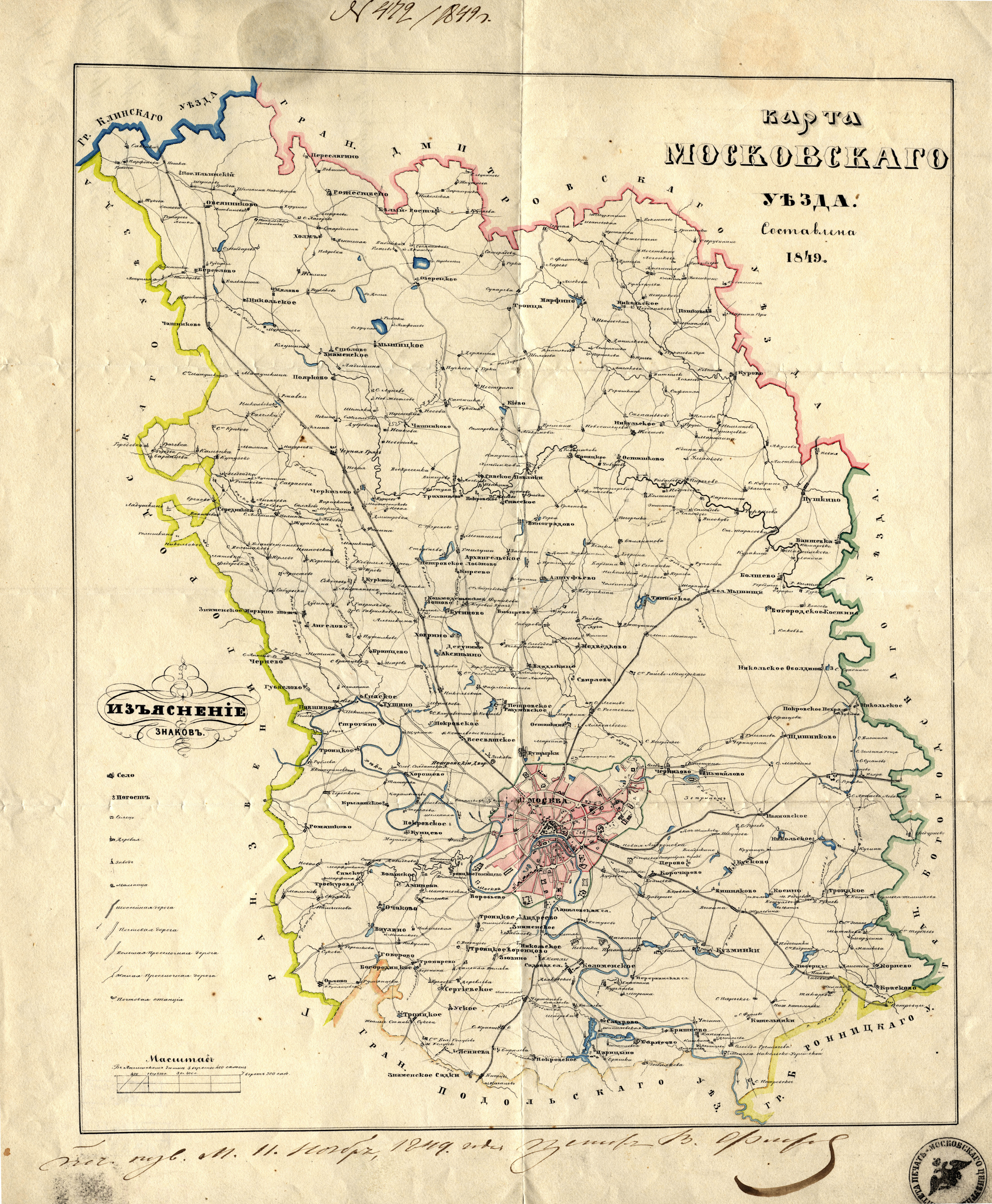
Хомутовский тракт на карте Московской губернии. Московский уезд. 1849 г.

Дорога выходила (около современного Национального парка Лосиный остров) к деревне Оболдино и деревни Супонево, затем пересекала границу Московского уезда, шла по Гребневской и Ивановской волости Богородского уезда  селу Хомутово, деревням Сабурово, Богослово, Орлово, Воря-Богородское,  селу Петровское

У вяза на Супоневской обочине нам повезло на знакомство с живым ямщиком Хомутовской дороги, Иваном Андреевичем Кондратьевым.
— Это наша улица, она и есть Хомутовка. На ней живем, по ней и в Москву ездили, а в Щелково и сейчас через Серково и Жегалово.
— М.С.Баев Вторичное открытие села Гребнева

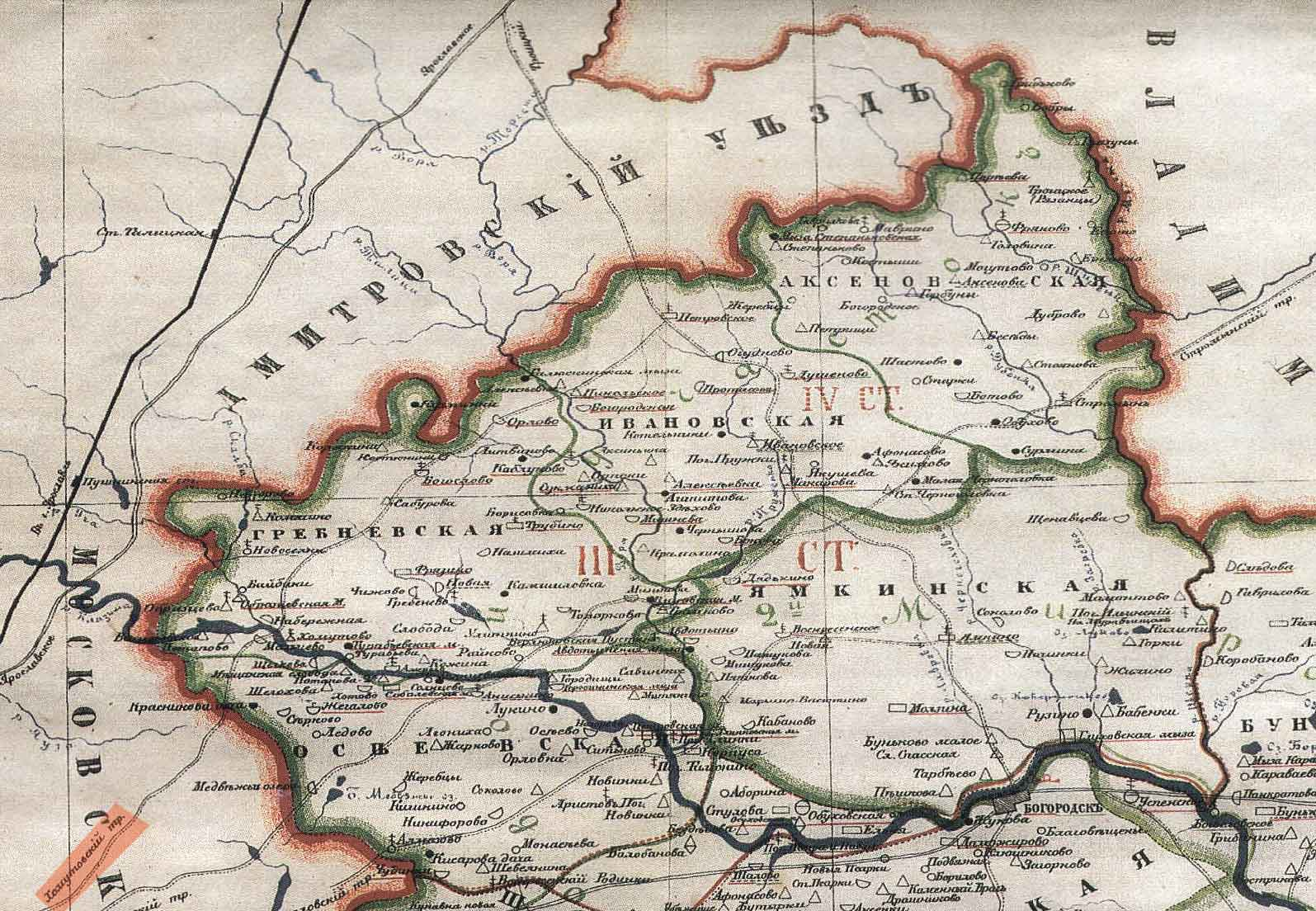
Хомутовский тракт на карте Московской губернии. Богородский уезд. 1871 г.

Далее разветвлялась на север в сторону Ярославля и на восток в сторону Юрьева-Польского, Владимира и Суздаля.
Дорога имела большой товарооборот и поэтому привлекала грабителей. Несмотря на меры предосторожности, передвижение по Хомутовке было довольно рискованным предприятием.
Со временем, с развитием промышленности в Фряново, Гребнево и Щелково, дорога стала приходить в упадок, стала ответвлением Стромынской дороги, а потом и вовсе превратилась в обычную проселочную дорогу. Ей на смену пришли Фряновское шоссе и Стромынское шоссе.

## Современное состояние
Сейчас следов от Хомутовской дороги практически не осталось – это сельские дороги и тропинки.
Также небольшая автодорога, связывающая Сабурово и Богослово примерно повторяет маршрут Хомутовки.
Село Хомутово сейчас входит в состав города Щёлково.